# 1846 Bengt
1846 Bengt è un asteroide della fascia principale del diametro medio di circa 11,41 km. Scoperto nel 1960, presenta un'orbita caratterizzata da un semiasse maggiore pari a 2,3380297 UA e da un'eccentricità di 0,1431300, inclinata di 3,18489° rispetto all'eclittica.
L'asteroide è dedicato all'astronomo danese Bengt Strömgren, ideatore del sistema fotometrico uvby.